# Aspergillus fumigatus
Aspergillus fumigatus (Fresen., 1863) è un fungo ascomicete saprofita del genere Aspergillus, nella famiglia delle Trichocomaceae. Il nome deriva dal latino fumus ("fumo"), ad indicare il colore grigio fumo-verdastro del fungo, dovuto ad un particolare pigmento presente nelle sue spore.
Aspergillus fumigatus produce varie micotossine, principalmente fumagillina, fumitremorgina, gliotossina e sfingofungina; è un fungo altamente patogeno per gli esseri umani e può causare vari tipi di malattie: manifestazioni allergiche, causando una forma in genere lieve di asma bronchiale o aspergillosi broncopolmonare allergica (il cosiddetto "polmone del contadino", nome dovuto alla grande quantità di A. fumigatus presente in alcune sementi e alla conseguente predisposizione a manifestare allergie da A. fumigatus in chi lavora in ambiente agricolo); infezioni in persone non immunodepresse, soprattutto in individui con cavità polmonari createsi con malattie pregresse (come la tubercolosi) oppure in pazienti del tutto sani, che possono sviluppare l'aspergilloma, un ammasso macroscopico di Aspergillus proliferante nei polmoni.
La patologia più grave dovuta al fungo è però l'aspergillosi, che tende a colpire pazienti immunodepressi per cause naturali o perché sottoposti a terapia immunosoppressiva, con particolare rischio per chi ha ricevuto un trapianto di midollo osseo e per i pazienti affetti da AIDS. La letalità delle forme più invasive di aspergillosi è compresa tra il 50% e il 95%. A causa dell'immunodeficienza esistente, le spore inalate non vengono uccise e possono dunque germinare. Di conseguenza, nei polmoni si formano ife e poi micelio, il quale alla fine si diffonde in tutto l'organismo attraverso il torrente ematico. La malattia diventa particolarmente pericolosa quando il fungo raggiunge il sistema nervoso centrale; questa complicanza, definita aspergillosi cerebrale, è fatale nella maggior parte dei casi.
Aspergillus fumigatus è responsabile anche di zoonosi; gli animali più colpiti sono i cani (aspergillosi sinonasale) e alcune specie di uccelli (aspergillosi aviare).

## Descrizione
Aspergillus fumigatus cresce in colonie numerose, dall'aspetto vellutato; i conidiofori sono corti, lisci e alti fino a 300-500 micrometri. Misurano da 5 a 8 micrometri di diametro e diventano di colore sempre più verdastro verso l'apice. Gli steli poi si aprono in vescicole di 20-30 micrometri di diametro, dello stesso colore del conidioforo, i quali di solito sono fertili solo nella metà superiore.
Gli sterigmi stanno in un'unica fila affollata e misurano 6-8 per 2-3 micrometri. Sono anch'essi di colore verdastro e sono più o meno assialmente paralleli al fusto. I conidi sono sferici o quasi sferici, con superficie irregolare e misurano in media 2,5-3,0 micrometri di diametro.

## Ciclo vitale
I conidi da cui si origina il fungo sono inizialmente molto piccoli e sono molto resistenti al calore, alla disidratazione o all'azione dei disinfettanti. Se nell'ambiente ci sono abbastanza acqua e sostanze nutritive, le spore germinano e si formano le singole ife. Le ife si ramificano gradualmente sempre di più fino a formare una rete di ife, nota anche come micelio. Sulla superficie del micelio si formano singoli conidiofori, particolari strutture globose il cui compito è quello di produrre nuove spore. Per ogni conidioforo si formano circa 10 000 nuove spore che vengono sparse nell'ambiente circostante mediante il vento (riproduzione anemofila).
Aspergillus fumigatus appartiene al gruppo dei Fungi imperfecti (Deuteromycota), il che significa che solo la sua forma anamorfa è in grado di attuare una riproduzione sessuata; l'ascocarpo è invece attualmente sconosciuto o non esiste. I conidi contengono un unico nucleo aploide. Nel 2005 nuove scoperte scientifiche hanno indicato la riproduzione sessuata in Aspergillus fumigatus: attraverso il sequenziamento e l'analisi del genoma del fungo sono stati scoperti i geni specificamente necessari per la riproduzione sessuata.

## Distribuzione e habitat
Aspergillus fumigatus ha una distribuzione cosmopolita. È una delle specie più diffuse sulla Terra; il fungo si trova praticamente ovunque, dall'Antartide al Sahara.
Uno studio a lungo termine condotto a Cardiff dal 1963 al 1991 ha misurato una concentrazione media di conidi di A. fumigatus compresa tra 45 e 110 spore per metro cubo di aria; essa tende ad abbassarsi in estate per poi riaumentare con l'abbassamento delle temperature. La concentrazione massima misurata era di oltre 100 000 spore in un metro cubo.
L'Aspergillus fumigatus è un cosiddetto fungo saprofita in grado di decomporre una grande varietà di sostanze grazie al suo complesso metabolismo; per questo è rinvenuto più abbondantemente su piante in decomposizione. La specie è molto termotollerante, resistendo senza difficoltà a temperature fino a 48 °C.
L'Organizzazione mondiale della sanità ha inserito Aspergillus fumigatus nella categoria di maggiore pericolosità ("critica") nel suo elenco di specie fungine pericolose per la salute, pubblicata nell'ottobre 2022.